# Rocca di Papa
Rocca di Papa is een gemeente in de Italiaanse provincie Rome (regio Latium) en telt 13.914 inwoners (31-12-2004). De oppervlakte bedraagt 40,2 km², de bevolkingsdichtheid is 318 inwoners per km².

## Demografie
Rocca di Papa telt ongeveer 5208 huishoudens. Het aantal inwoners steeg in de periode 1991-2001 met 16,8% volgens cijfers uit de tienjaarlijkse volkstellingen van ISTAT.
| Jaar | Inwoneraantal |
| ---- | ------------- |
| 1991 | 11.142        |
| 2001 | 13.014        |

## Geografie
De gemeente ligt op ongeveer 680 meter boven zeeniveau.
Het oude centrum ligt tegen de burchtruïne met dezelfde naam aan, die op een neventop van de Monte Cavo ligt.
Vele straatjes zijn zo steil dat autoverkeer er uitgesloten is en dat ze vaak met trappen verbonden zijn. Vanuit Rocca di Papa heeft men niet alleen een weids uitzicht, de plaats zelf is bij helder weer zichtbaar vanuit Rome.
Rocca di Papa grenst aan de volgende gemeenten: Albano Laziale, Ariccia, Artena, Castel Gandolfo, Grottaferrata, Lariano, Marino, Monte Compatri, Nemi, Rocca Priora, Velletri.

## Foto's

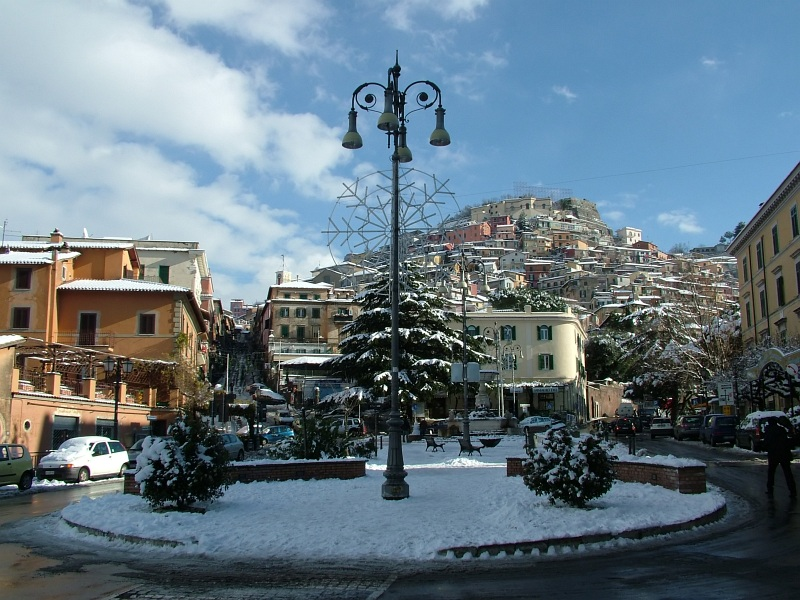
In de winter

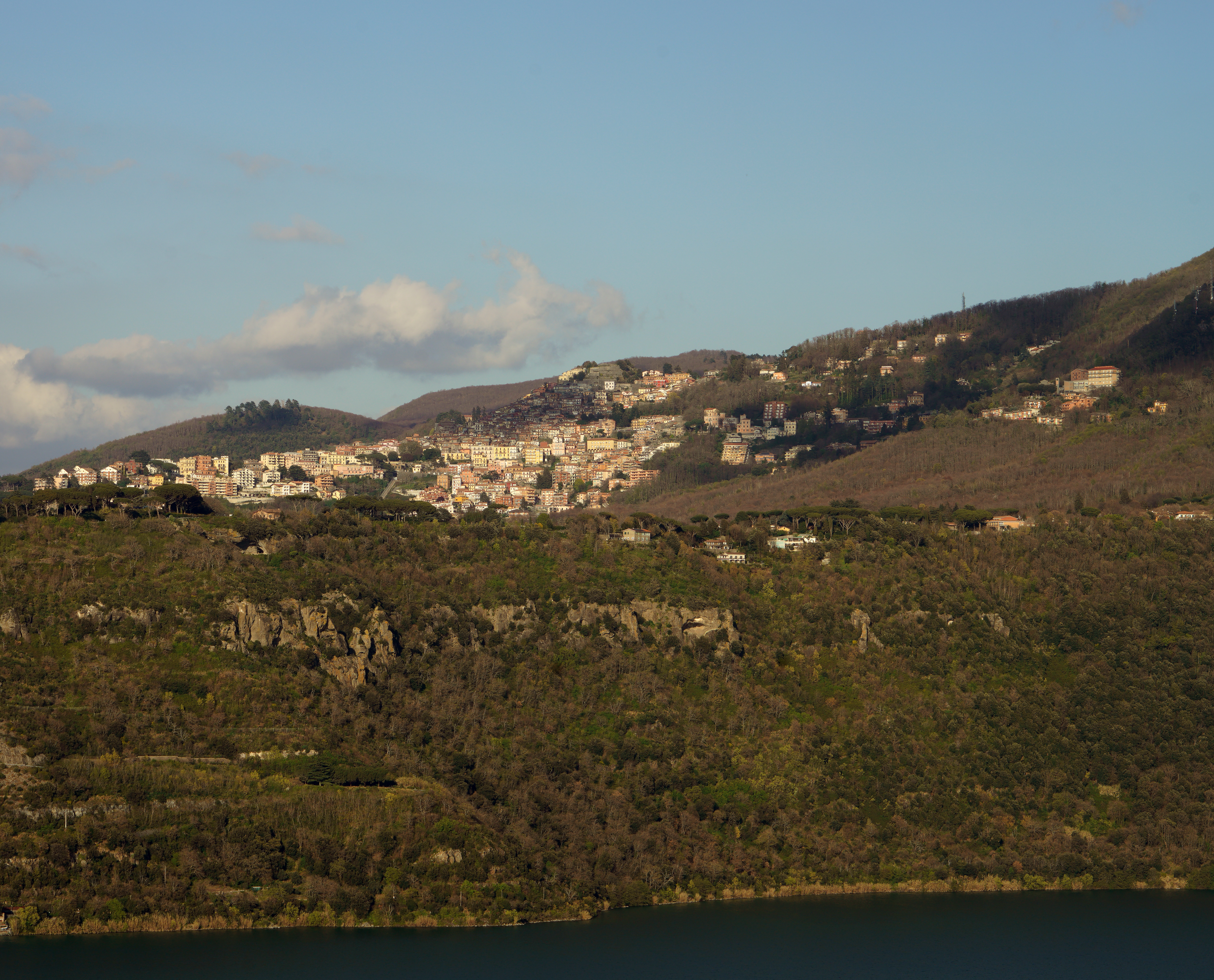
De top